# Dio, come ti amo! (filme)
Dio, come ti amo! é um filme hispano-italiano de 1966, do gênero drama romântico-musical, dirigido por Miguel Iglesias.
Produção que visava a aproveitar o sucesso da canção-título, de autoria de Domenico Modugno, e da (então) jovem cantora Gigliola, vencedora do Festival de San Remo de 1964, que interpreta vários de seus sucessos, como "Non ho l'età".

## Enredo
Gigliola é uma jovem e humilde nadadora napolitana que vai concorrer em uma competição na Espanha e acaba se apaixonando pelo noivo de sua melhor amiga. Mas quando eles vêm visitá-la na Itália, ela finge ser rica, com a cumplicidade dos pais.

## Elenco
- Gigliola Cinquetti
- Mark Damon
- Micaela Pignatelli
- Antonio Mayans
- Trini Alonso
- Félix Fernández
- Antonella Della Porta